# Massimo Costa (nuotatore)
Massimo Costa (fl. XX secolo) è stato un nuotatore italiano.

## Carriera
Specializzato nello stile libero, Ha partecipato ai Campionati europei di nuoto nel 1934 e nel 1947, vincendo nel primo di questi una medaglia di bronzo nella staffetta 4 x 200 m stile libero con Guido Giunta, Paolo Costoli e Giacomo Signori.
Nel 1937 è stato anche primatista italiano dei 100 m stile libero.

## Palmarès
nota: questa lista è incompleta
| Campionati europei       | 4 x 200 m st. libero |
| 1934 Magdeburgo Germania | Bronzo: 9'44"1 :     |

### Campionati italiani
7 titoli individuali e 6 in staffetta:
- 7 nei 100 m stile libero
- 1 nella staffetta 4 x 100 m stile libero
- 4 nella staffetta 4 x 200 m stile libero
- 1 nella staffetta 3 x 100 m mista

nd = non disputata
| Anno | Edizione | st. libero 100 m | st. libero 4x100 m | st.libero 4x200 m | mista 3x100 m |
| ---- | -------- | ---------------- | ------------------ | ----------------- | ------------- |
| 1933 | Estivi   | -                | nd                 | 1                 | -             |
| 1936 | Estivi   | -                | nd                 | 1                 | -             |
| 1937 | Estivi   | 2                | 1                  | nd                | -             |
| 1938 | Estivi   | 1                | -                  | nd                | -             |
| 1939 | Estivi   | 1                | nd                 | -                 | -             |
| 1940 | Estivi   | 1                | nd                 | 1                 | nd            |
| 1941 | Estivi   | 1                | nd                 | -                 | nd            |
| 1942 | Estivi   | 1                | nd                 | 2                 | nd            |
| 1946 | Estivi   | 1                | nd                 | 1                 | 1             |
| 1947 | Estivi   | 1                | nd                 | -                 | -             |